# Zoot Sims and Friend
Zoot Sims and Friend (pubblicato anche con il titolo di Zoot Sims with Bucky Pizzarelli) è un album di Zoot Sims e del chitarrista jazz Bucky Pizzarelli, pubblicato dalla Classic Jazz Records nel 1976. La data di registrazione dell'album è incerta, agosto 1976 oppure aprile 1975, a New York City, New York (Stati Uniti).

## Tracce
Lato A
1. What Is This Thing Called Love? – 3:48 (Cole Porter)
2. Tooz Blues – 3:14
3. Not so Deep – 3:25
4. Take Ten – 3:45
5. Mynah Blooze – 4:42

Lato B
1. Watch What Happens – 4:55 (Michel Legrand)
2. There Will Never Be Another You – 4:23 (Harry Warren, Mack Gordon)
3. Willow Weep for Me – 3:57 (Ann Ronell)

## Musicisti
- Zoot Sims - sassofono tenore
- Bucky Pizzarelli - chitarra[3]